# Pakt stabilizacyjny w Polsce
Pakt stabilizacyjny – nieformalna nazwa układu zaproponowana 19 stycznia 2006 opozycyjnym partiom parlamentarnym przez prezesa Prawa i Sprawiedliwości, Jarosława Kaczyńskiego.
Określał on m.in. listę 144 ustaw, które mają zostać poparte przez partie przystępujące do układu. Były to ustawy dotyczące m.in.:
- likwidacji Wojskowych Służb Informacyjnych
- lustracji majątkowej
- dopłat do paliwa rolniczego
- systemu szkolnictwa
- powołania Centralnego Biura Antykorupcyjnego
- systemu podatkowego
- Narodowego Banku Polskiego.

Został podpisany 2 lutego 2006 przez Jarosława Kaczyńskiego, Andrzeja Leppera (przewodniczącego Samoobrony RP) oraz Romana Giertycha (przewodniczącego klubu parlamentarnego Ligi Polskich Rodzin). Pakt miał obowiązywać przez rok. Jednak liczne nieporozumienia związane z wystąpieniami Leppera i Giertycha doprowadziły do rozpadu paktu i jego unieważnienia w marcu 2006 roku.

## Kontrowersje związane z okolicznościami parafowania paktu stabilizacyjnego
Obecni na sali byli jedynie dziennikarze mediów związanych z o. Tadeuszem Rydzykiem, takich jak Nasz Dziennik. Dlatego transmisję bezpośrednią z parafowania paktu mogły przeprowadzić jedynie Telewizja Trwam oraz Radio Maryja. Pozostali dziennikarze, którzy nie zostali poinformowani o terminie  parafowania umowy, zaprotestowali wobec nierównego traktowania. Oficjalne podpisanie, dostępne dla wszystkich, nastąpiło kilkanaście minut później. Jednak konferencja została zbojkotowana przez dziennikarzy, którzy opuścili salę na której miała ona miejsce.
Przewodniczący Samoobrony, Andrzej Lepper zaprzeczył jakoby niektórym dziennikarzom uniemożliwiono wstęp na salę, gdy odbywało się parafowanie paktu. Z kolei  ks. Józef Kloch, rzecznik Konferencji Episkopatu Polski odciął się od mediów katolickich, które podczas parafowania były obecne: W związku ze znanymi wydarzeniami, jakie miały miejsce podczas spotkań z dziennikarzami przy okazji zawarcia paktu stabilizacyjnego, informuje się, że uczestniczące w nich media wiązane z Kościołem nie działały w jego imieniu. Poczynania te nie były konsultowane z żadnym gremium statutowym KEP.